# Pekingi opera

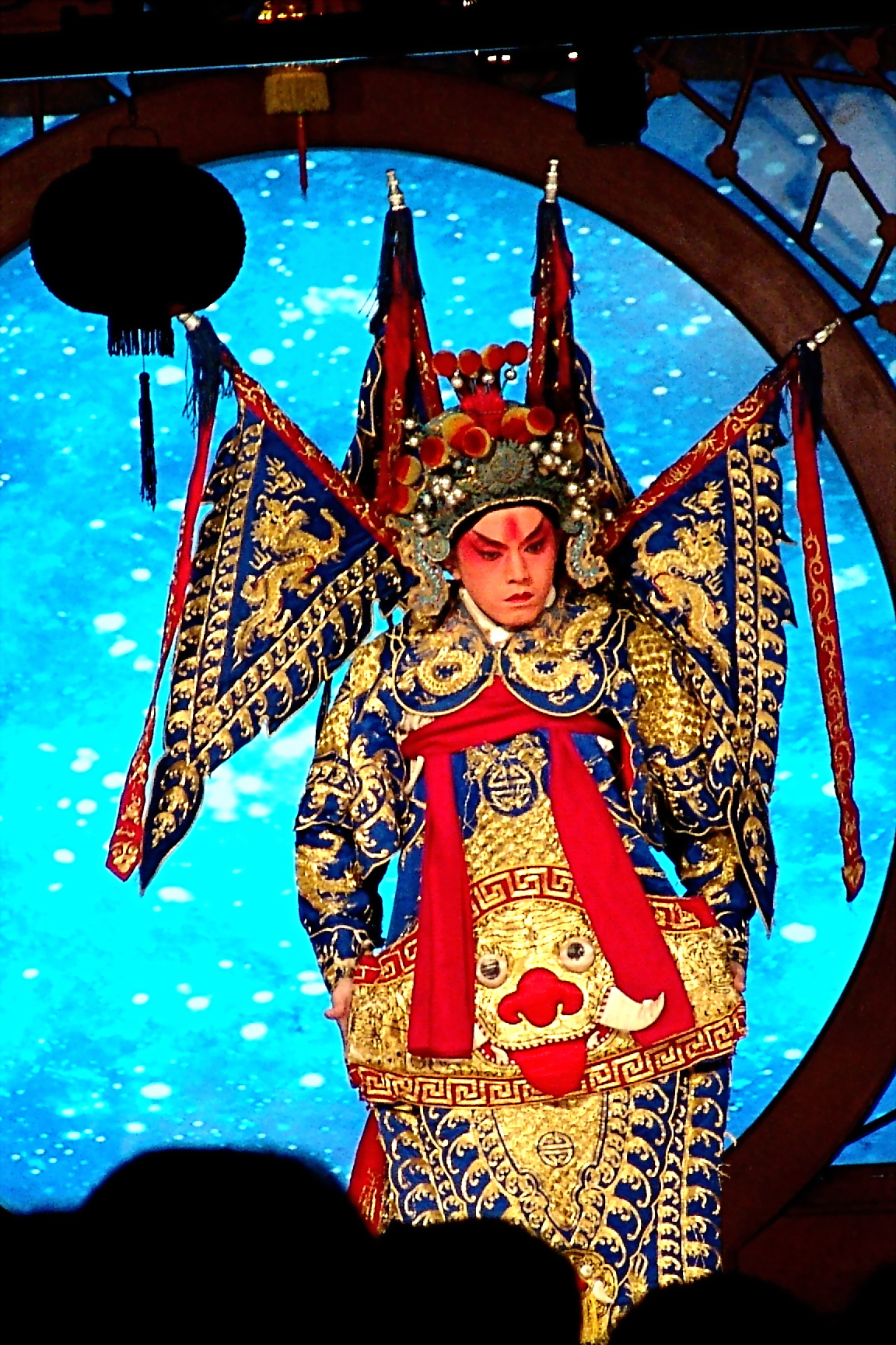
Férfi előadóművész a pekingi operában

A pekingi opera (egyszerűsített kínai: 京剧, hagyományos kínai:京劇, pinjin:Jīngjù, magyaros átírás szerint: csingcsü) a tradicionális kínai színház egyik válfaja, amely kombinálja a zenét, az éneket, a pantomimművészetet, a táncot és az akrobatikát. A 18. század végén kezdett terjedni, majd a 19. század közepére fejlődött ki teljesen és vált elismert műfajjá. A Csing-dinasztia idején különösen népszerű lett, és Kína kulturális kincseinek egyikévé nőtte ki magát. A legismertebb társulatok északon Pekingben és Tiencsinben (Tianjinban), délen Sanghajban működtek. Ezt a művészeti formát Tajvanon is művelték, ahol guoju (國劇; pinjin: Guójù) néven volt ismert, továbbá elterjedt más országokban is, például az Egyesült Államokban és Japánban.
A pekingi operában négy fő előadótípus szerepel, seng (sheng), tan (dan), csing (jing) és csou (chou). Egy-egy társulatban általában több is megtalálható különböző összeállításokban, illetve számos másodlagos és harmadlagos előadóművész is. A gondosan megmunkált és színpompás jelmezeikkel az előadók jelentik a középpontot a pekingi opera jellemzően kopár színpadán. A művészek alkalmazzák a beszéd, ének, tánc és harci készségüket, amik inkább szimbolikusak és szemléletesek, és nem valósághűek. E képességeken túl az előadókat mozdulataik szépsége alapján értékelik. Az előadóművészeknek be kell tartaniuk bizonyos szövegbeli (stilisztikai) szabályokat, amelyek segítik a közönséget a cselekményben való eligazodásban. A cselekmény értelmét, jelentését minden egyes mozdulatnak ki kell fejeznie, a mozdulatoknak és a zenének együtt kell ezt elérnie. A pekingi opera zenéje hszipi (xipi) és erhuang (erhuang) stílusú. A dallamok között megtalálhatóak áriák, kötött dallamok, valamint ütős elemek is. A pekingi opera repertoárjában több mint 1400 darab található, amelyek a kínai történelemből, a kínai folklórból, illetve egyre nagyobb mértékben napjainkból szerzik témájukat.
A kulturális forradalom idején a kínai művészet e formáját feudálisnak és burzsoának titulálták, és felváltotta a forradalmi opera, amit Mao Ce-tung (Mao Zedong) felesége, Csiang Csing (Jiang Qing) hozott létre és működtetett a forradalom idején, propaganda és tanítási célból. A kulturális forradalom után ezeket a módosításokat jórészt elvetették. Napjainkban a pekingi opera számos újításon esett át a csökkenő nézőszám miatt. Ezek az újítások – az előadások minőségbeli javítása, új előadásmódok bevezetése, új és eredeti darabok játszása – változó sikereket hoztak.

## Elnevezés
Kínában ez a művészeti ág – koronként és területenként – több néven volt ismert. A legkorábbi kínai elnevezés a hszipi (xipi) és erhuang (erhuang) dallamok kombinációjából pihuang volt. Ahogy növekedett a népszerűsége, csingcsü (jingju) vagy csinghszi (jingxi) néven emlegették, ami a stílus kiindulópontjára, a fővárosra, Jingre és az előadás módjára, a hszi (xi)re utalt. 1927-től 1949-ig Pekinget Beipingnek nevezték, a pekingi opera pedig pinghszi (pingxi) vagy pingcsü (pingju) (平劇) volt, a város nevére tekintettel. Végül a Kínai Köztársaság megalapításával a főváros nevét visszaállították Beijingre, és a kontinentális Kínában létrehozott pekingi opera hivatalosan Jingju lett. A stílus tajvani elnevezése, a kuocsü (guoju) – vagyis a nemzeti színházi stílus – a kínai kormány valódi székhelye miatti vitát tükrözi.

## Történelem

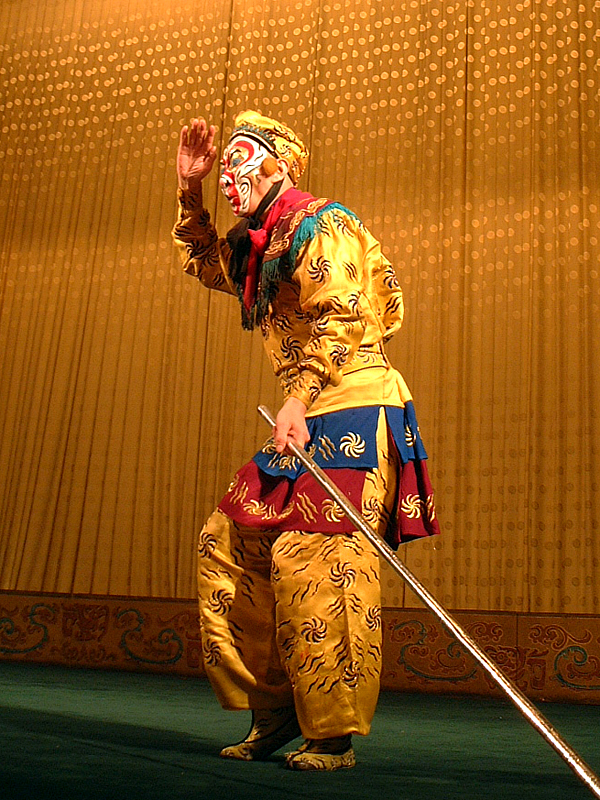
Sun Wukong alakítója a pekingi opera Journey to the West című darabjában

A pekingi opera akkor született, amikor a Négy Nagy Anhuj Társulat 1790-ben elvitte az anhuji (anhui) operát (huiju) Pekingbe Csien-lung kínai császár születésnapjára. Eredetileg az udvar részére készült, később vált elérhetővé a nyilvánosság számára is. 1828-ban több híres hupeji társulat érkezett Pekingbe és lépett föl közösen az anhuji (anhui) társaságokkal. Ez az együttműködés fokozatosan alakította ki a pekingi opera dallamait. A pekingi opera teljes kialakulásának elfogadott dátumát 1845-re teszik. Bár a stílus neve pekingi opera, eredetének forrása dél-anhuji (anhui) és kelet-hupeji (hupei), amelyek a hsziacsiang (xiajiang) vagy a csianghuaj (jianghuai) mandarin nyelv azonos nyelvjárását használják. A pekingi opera két fő dallama a hszipi (xipi) és az erhuang (erhuang), amelyek az anhuji (anhui) operából kerültek bele 1750 körül. A hszipi (xipi) – szó szerinti fordításban 'Skin Puppet Show' – a bábműsorokra utal, amely Senhszi (Shaanxi) tartományból származik. A kínai bábjáték mindig tartalmaz éneklést, de sok párbeszédet is alkalmaz, amelyeket a mandarin nyelv egy régies formájában adnak elő, ehhez a Honanban és Senhsziben (Shaanxiban) használt csungjüan (zhongyuan) mandarin dialektus áll a legközelebb. A nyelv eme formáját a Csungjüan jinjün (Zhongyuan Yinyun) című könyvben jegyezték le. A hszipi (xipi) magába olvasztotta más operák és helyi zhili zenei művészeti formák zenéjét. Egyes tudósok úgy vélik, hogy a hszipi (xipi) a nyugat-shaanxi népi operából, a történelmi csincsiang (qinqiang)ból származik, míg számos előadásmódja, előadási elemei és esztétikai elvei a kuncsü (kunqu)ból erednek, ami a korábbi udvari előadásmód volt.
A pekingi opera nem egy masszív forma, inkább számos korábbi stílus ötvöződése. Azonban az új stílusnak is megalkotta sajátosságait. A főbb szerepekre vonatkozó ének követelményeket jelentősen csökkentették a pekingi operában. A csou (chou) szerepét játszónak ritkán van énekes szerepe ellentétben a kuncsü (kunqu) stílus azonos szereplőjével. A dallamokat szintén egyszerűsítették, és különböző hagyományos hangszerekkel játsszák azokat, mint a korábbi formákban is. Talán a legjelentősebb sajátosság az akrobatikus elemek megjelenése. A pekingi opera népszerűsége a 19. században megnövekedett. Az Anhui társulatok a század közepére elérték a tökéletesség csúcsát, és meghívták őket a Tajping-felkelés idején alapított Tajping Mennyei Királyság udvarába. 1884-től Ce-hszi kínai császárné a pekingi opera támogatójává vált, megszilárdítva ezzel a stílust a korábbi kuncsü (kunqu) helyett. A stílus népszerűségének oka annak egyszerűsége volt, mindössze néhány hang- és énekmintával. Ez lehetővé tette bárki számára az áriák előadását.
A pekingi operadarabokat kezdetben kizárólag férfiak adták elő, Csien-lung (Qianlong) császár 1772-ben eltiltott minden női előadót Pekingben. Az 1870-es években először nem hivatalosan kerültek újra női színészek a színpadra. Eleinte férfi szerepeket alakítottak, később akkor ismerték el tehetségüket, amikor Li Maoer, egy korábbi pekingi opera előadóművész megalapította az első női pekingi operatársulatot Sanghajban. 1894-ben tűntek fel először Sanghajban az első női társulatok kereskedelmi előadáson. Ez újabb női társulatok alapítására bátorított másokat, ami népszerűségnövekedésnek indult. Ennek eredményeként Jü Csen-ting (Yu Zhenting) színművész 1911-ben a Kínai Köztársaság megalakulását követően kérvényezte a tiltás feloldását, amit el is fogadtak, és 1912-ben a tilalom megszűnt.

### A forradalmi opera és a pekingi opera Tajvanon
A kínai polgárháború után a pekingi opera mindkét részt vevő párt számára identitásuk gyújtópontjává vált. Amikor 1949-ben a kommunista párt került hatalomra a kontinentális Kína területén, az újonnan alakult kormány a művészetet igyekezett a kommunista ideológia szolgálatába állítani. Ennek következménye az lett, hogy a kommunizmus témáival nem foglalkozó drámai darabokat felforgatónak minősítették, és a kulturális forradalom idején be is tiltották.
A kulturális forradalom idején az opera kommunista ideológia terjesztésére való felhasználása elérte tetőpontját Mao Ce-tung (Mao Zedong) felesége, Csiang Csing (Jiang Qing) irányításával. A forradalmi vagy „minta opera” létrejöttét a kulturális forradalom egyik legnagyobb eredményének tekintették, ami Maónak azt a nézőpontját igyekezett kifejezni, hogy „a művészetnek a dolgozók, a parasztok és a katonák érdeklődését kell szolgálnia, és összhangban kell lennie a proletár ideológiával”.
A „nyolc minta opera” közül, amelyek abban az időben megmaradtak, öt pekingi opera mű volt. Köztük nevezetes volt a Vörös lámpás (The Legend of the Red Lantern, kínai: 红灯记; pinjin: Hong deng ji, magyaros átírás szerint: Hung teng csi), amit zongorakísérettel előadott koncert formájában hagyott jóvá Csiang Csing (Jiang Qing). A „nyolc minta operán” kívüli egyéb előadások csak jelentős átalakítások után kerülhettek színpadra. Számos hagyományos darab végét módosították, és a korábban látható színpadi asszisztenseket eltávolították a pekingi operából. Az 1970-es évek végén a kulturális forradalom után ismét előtérbe kerültek a hagyományos pekingi operadarabok. A pekingi opera és más színházművészeti stílusok is vita tárgyát képezték 1982-ben, a 12. Országos Népi Gyűlés előtt és közben. Egy, a People's Daily című lapban megjelent tanulmány szerint a színpadra került zenei darabok több mint 80%-a a kommunista időszak előttről származó hagyományos darab volt, míg az aktuális korban írt történelmi drámák a szocialista értékeket igyekeztek terjeszteni. Válaszul a kommunista párt törvénybe iktatta azokat a reformokat, melyekkel gátolhatják a liberalizmust és az idegen befolyást a színházi művekben.
1949-ben, a Kínai Köztársaság Tajvanra vonulása után a pekingi opera a „politikai szimbólum” státuszát öltötte magára, amelyben a Kuomintang kormány igyekezett a művészeti stílust a többi stílus hátrányára úgy beállítani, hogy ez az egyetlen, a kínai kultúra bemutató stílus. Ez gyakran ment a tajvani opera rovására. A pekingi operát köztiszteletben álló és hosszú múltjának köszönhetően többen tanulták és több anyagi támogatást kapott, mint Tajvan más színházi formái. Azonban voltak olyan mozgalmak, amelyek a nemzeti operát támogatták, hogy ezzel is elkülönítsék Tajvant a szárazföldi Kínától. 1990 szeptemberében, amikor a Kuomintang kormány először vett részt egy államilag szponzorált kínai kulturális eseményen, egy tajvani operatársulatot küldtek az eseményre, talán hogy „tajvaniságukat” hangsúlyozzák.

### A modern pekingi opera
A 20. század második felében a pekingi opera a közönség egyöntetű ellenzésével találta szembe magát. Ennek oka lehetett egyrészt az előadások minőségi visszaesése, valamint az, hogy a hagyományos opera nem volt képes a művekben megragadni a modern életet. Ezen kívül a stílus elavult nyelvezete elektronikus feliratozás alkalmazását igényelte, ami a további fejlődést gátolta. A nyugati kultúra hatásai szintén türelmetlenné tett a fiatalabb generációt a lassan folyó pekingi darabok iránt. Válaszul a pekingi opera az 1980-as évektől reformokra kényszerült. Ezek között volt az előadás oktatás fejlesztése, hogy javítsák a minőséget, a modern elemek alkalmazása az új közönség megnyerésére és a hagyományos darabok mellett új művek megalkotása is. Azonban a reformokat hátráltatta az anyagi feltételek hiánya és az ellenséges politikai hangulat, ami megnehezítette az új darabok létrejöttét.
A pekingi operatársulatok a '80-as években további változásokon is keresztülmentek. Ezek egyike volt a „technika a technika kedvéért”, amelyben a női tan (dan) szerepek magas hajlításokkal tarkított jelenetei és további hosszadalmas jelenetek, valamint az ütőhangszerek hozzáadása a hagyományos művekhez. Ezeket a változásokat általános ellenzéssel fogadták a pekingi opera előadóművészei, akik ezen eszközökben csak a közönség vonzására alkalmas trükköt látták. Az ismétléseket tartalmazó darabokat lerövidítették szintén a nézők érdeklődésének fenntartása érdekében. Az újonnan készült művek jóval nagyobb szabadságnak örvendezhettek. A helyi, népszerű és idegen technikákat egyaránt alkalmazták, még a nyugati stílusú sminket, arcszőrzetet és új arcfestési mintákat is a csing (jing) karakterek számára. A reformok az 1990-es években is folytatódtak. A növekvő piacon való fennmaradás érdekében az olyan társulatok, mint a Shanghai Peking Opera Company szükségesnek látta, hogy hagyományos pekingi operát mutasson az új közönségnek. Ennek érdekében jelentős számban tartottak ingyenes előadásokat nyilvános helyeken.
A kínai CCTV-11 napjainkban is a klasszikus kínai operadarabok, köztünk pekingi operaművek bemutatásának televíziós csatornája.

### A pekingi opera világszerte
A szárazföldi Kína területén kívül a pekingi opera számos más helyre is eljutott. Megtalálható Hongkongban, Tajvanon és a tengerentúli kínai közösségekben is. Mej Lan-fang (Mei Lanfang) minden idők egyik leghíresebb tan (dan) előadóművésze és a pekingi opera egyik legnagyobb Kínán kívüli népszerűsítője. Az 1920-as években Japánban is adott elő pekingi operaműveket, ami 1930 februárjában egy amerikai turnét is inspirált. Bár egyes színészek, mint Otis Skinner, úgy vélték, a pekingi opera sosem lehet sikeres az Egyesült Államokban, Mej (Mei) és társulatának kedvező New York-i fogadtatása ellentmondott ennek a véleménynek. Az előadóművészeket a 49. utcai színházból áthelyezték a nagyobb Nemzeti Színházba, és a turné a tervezett két hétről öt hétre módosult. Mej (Mei) beutazta az államokat, majd egy szovjetunióbeli turné következett 1935-ben.

## Előadóművészek és szerepek

### Felkészülés

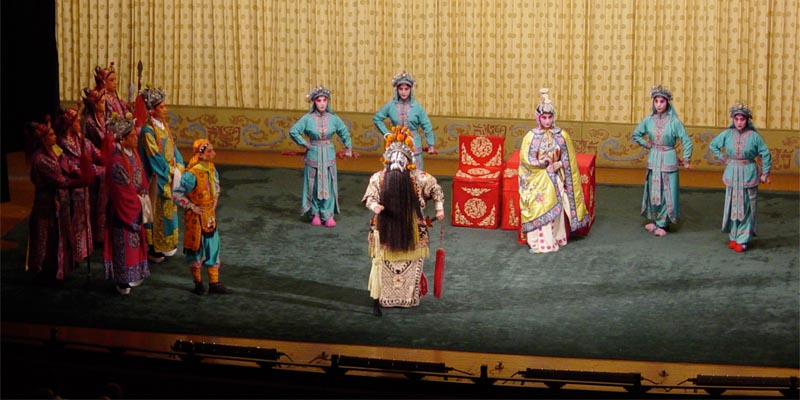
Peking opera előadás klasszikus sminkben és jelmezben

A pekingi opera előadóművészei hosszú és fáradságos felkészülésen vesznek részt már fiatal koruktól kezdve. A 20. századot megelőzően a tanulókat gyakran vitték el családjaiktól a tanárok, és hét éven át képezték őket. Mivel ezen idő alatt a tanulóról tanára gondoskodott, a tanuló későbbi előadásai során szerzett keresetéből fizette vissza neki a tartozást. 1911 után a tanulás már a szokásos szervezett iskolai keretek között folyt. A diákok hajnali öt órától talpon voltak, a színjátszást, a harcot tanulták, az idősebb tanulók pedig esténként színielőadásokon vettek részt. Ha bármi hibát vétettek, az egész csoportot bambuszbotokkal verték el. 1930-tól kezdtek megjelenni a kevésbé durva módszerekkel tanító iskolák, de 1931-ben a japán megszállás idején minden iskola bezárni kényszerült. Az új iskolák 1952-ben nyitottak meg
Az előadóművészek először akrobatikát, majd éneklést és gesztikulációt tanultak, számos előadói iskolában folyt ilyen oktatás. Néhány példa a Mej Lan-fang (Mei Lanfang)-iskola, a Cseng Jen-csiu (Cheng Yanqiu)-iskola, a Ma Lien-liang (Ma Lianliang)-iskola és a Csi Lin-tung (Qi Lintong)-iskola. A korábbi diákok kifejezetten az előadó művészetet tanulták, míg a modern iskolákban tudományos oktatás is zajlik. A tanárok minden diák képzettségét megállapítják, majd elsődleges, másodlagos és harmadlagos szerepekre osztják be őket. A kevesebb tehetséggel bíró diákok közül gyakran a pekingi opera zenészei kerülnek ki, illetve háttérmunkát kapnak katonaként, jegyszedőként vagy inasként, melyek mindig részei a pekingi színi-társulatoknak. Tajvanon a Nemzeti védelmi minisztérium is működtet egy nemzeti pekingi operaiskolát.

### Seng(Sheng)
A seng (sheng) (生) a pekingi opera férfi főszereplője, melynek számos alfaja van. A laoseng (laosheng) a megtisztelő idősebb férfi szerepe. Ezek a szereplők nemes és művelt természetűek és ennek megfelelő jelmezeket viselnek. A laoseng (laosheng) egyik típusa a hungseng (hongsheng), vagyis a vörös arcú idősebb férfi. Mindössze két hungseng (hongsheng) szerep létezik, Kuan Kung (Guan Gong), a testvériség, hűség és tisztesség kínai istene, és Csao Kuang-jin (Zhao Kuang-yin), a Szung-dinasztia első császára. A fiatal férfi szereplő a hsziaoseng (xiaosheng). Ezek a szereplők magas, éles hangon énekelnek időnkénti szünetekkel, hogy a kamaszkor idején történő mutálás korszakát reprezentálják. A karakter társadalmi rangjától függően a hsziaoseng (xiaosheng) jelmeze gondosan kidolgozott vagy egyszerű. A színpadon kívül a hsziaoseng (xiaosheng) színészek gyakran mutatkoznak gyönyörű hölgyekkel, hogy a jóképűséget és fiatalságot bizonyítsák, amit alakítanak. A vuseng (wusheng) egy harcművész karakter, mely harci szerepekben mutatkozik. Ők magasan képzett akrobaták és velük született hangon énekelnek. A társulatokban mindig van laoseng (laosheng) színész. A hsziaoseng (xiaosheng) szintén gyakori szereplő, amikor van a korához illő szerep. Eme két fő seng (sheng) szerep mellett minden társulatban van egy második laoseng (laosheng) is.

### Tan(Dan)

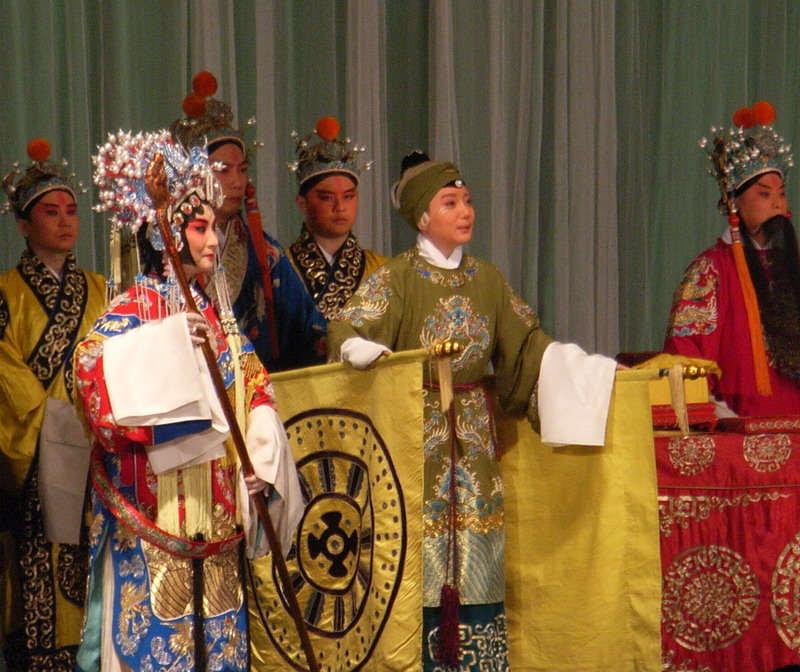
Tan (Dan) művész

A tan (dan) (旦) bármely női szereplő elnevezése a pekingi operában, melynek eredetileg öt altípusa volt. Az idős nőket a laotan (laodan) játszotta, a harcos nőket a vutan (wudan), a fiatal női harcosokat a taomatan (daomadan), az erkölcsös és nemes asszonyokat a csingji (qingyi), az életvidám hajadonokat pedig a huatan (huadan) alakította. Mej Lan-fang (Mei Lanfang) legjelentősebb hozzájárulás a pekingi operához egy hatodik szereptípus, a huasan (huashan) hozzáadása a stílushoz. Ez a szerep a csingji (qingyi) jellemzőit párosítja a huatan (huadan) érzékiségével. Egy társulatban mindig játszik egy fiatal tan (dan) a főbb szerepekre, és egy idősebb tan (dan) a másodlagos szerepekre. Négy híres tan (dan) színésznő Mej Lan-fang (Mei Lanfang), Cseng Jen-csiu (Cheng Yanqiu), Sang Hsziao-jün (Shang Xiaoyun) és Hszün Huj-seng (Xun Huisheng).
A pekingi opera korai éveiben még minden tan (dan) szerepet férfi alakított. Vej Csang-seng (Wei Changseng) – egy férfi tan (dan) előadóművész a Csing-udvarban – fejlesztette ki a caj csiao (cai qiao), vagyis „hamis láb” technikát, mellyel a női járást és testtartást imitálta. A női szerepek betiltása vezetett a bordélyházak vitatott típusához, a hsziangkung tangce-hoz (xianggong tangzihoz), melyben a férfiak nőnek öltözött fiatal fiúkkal való nemi aktusért fizettek. Ironikus, hogy az ezen bordélyházakban tanult előadásmód tette később sokukat profi tan (dan) színésszé.

### Csing(Jing)
A csing (jing) (净) a festett arcú férfi szerep. Társulatának repertoárjától függően játszik főbb vagy másodlagos szerepeket. Ez a szereplőtípus egy erőteljes figura, így erős hang és eltúlzott mozdulatok jellemzik. A pekingi operában tizenöt alap arcfestési minta használatos, de több mint ezer különböző variációja létezik, valamennyi egyedi minta kifejezetten az adott karakterhez. A minták és a színek a hagyományos kínai szimbolizmusból és jövendölésből erednek. Könnyen felismerhető például a piros színt tartalmazó festés, mely a becsület és hűség kifejezője, a fehér a bűnös és ravasz, míg a fekete a megbízhatóság és tisztesség jelzője. Általában három fő csing (jing) típus látható a színpadon; a tungcsuj (tongchui) (énekes szerep), a csiace (jiazi) (kevésbé éneklő, inkább fizikai szerep) és a vucsing (wujing) (harci és akrobatikus szerep).

### Csou(Chou)
A csou (chou) (丑) a férfi bohóc szerep, jellemzően másodlagos szerepe van egy társulatban. A peking opera tanulmányokban a csout (chou-t) mint kisebb szerepet oktatják. A név azonos hangzású a mandarin nyelv chou szavával, mely csúnyát jelent. Ez arra a tradicionális hitre utal, hogy a csúnyaságot és nevetést kombináló bohócok elűzik a gonosz szellemeket. Ennek a szereplőtípusnak két alfaja van, a  ven csou (wen chou) (polgári szerepek, pl. kereskedők, börtönőrök) és a vu csou (wu chou) (kisebb katonai szerepek). Az utóbbi az egyik legkeresettebb típus a pekingi operában, mert az előadóművész mestere a komikus előadásmódnak, az akrobatikának és erős hanggal rendelkezik. A csou (chou) karakterek általában szórakoztatóak és szerethetőek, kissé bolondosak. Jelmezük az egyszerűtől a bonyolultig változhat, különleges arcfestést viselnek, a hsziaohualient (xiaohualiant), mely különbözik a csing (jing) szereplő arcfestésétől. A legfőbb megkülönböztető jelzője a csou (chou) sminkjének egy kis fehér folt az orra körül, mely utalhat egy komoly és titokzatos természetre vagy gyors észjárásra.
A szereptípus furcsa személyisége mögött a pekingi operával való komoly kapcsolat áll. A csou (chou) az a szereplő, mely a leginkább kapcsolatban áll a kupannal (gubannal), vagyis az előadásokban részt vevő dobbal és kereplővel. A színész gyakran használ dobot szóló produkcióként is, főként amikor su pant (shu bant) ad elő, melyek komikus költemények. Ezen kívül a bohóc használhat kis gongot és cimbalmot is, és nem gyakran énekelnek, áriáik viszonylag sok improvizációt tartalmaznak. A zenekarnak kell bekapcsolódnia, amikor a bohóc egy váratlan népdallal rukkol elő. Azonban a pekingi opera előírásainak és a politikai nyomásnak köszönhetően a csou (chou) improvizációit csökkentették az utóbbi években. A szereplőtípusnak olyan hangszíne van, mely eltérő a többi szereplőétől, főként mivel a többi szereplő hivatalos dialektusával ellentétben jellemzően közönséges pekingi dialektust használ.

## Látványelemek

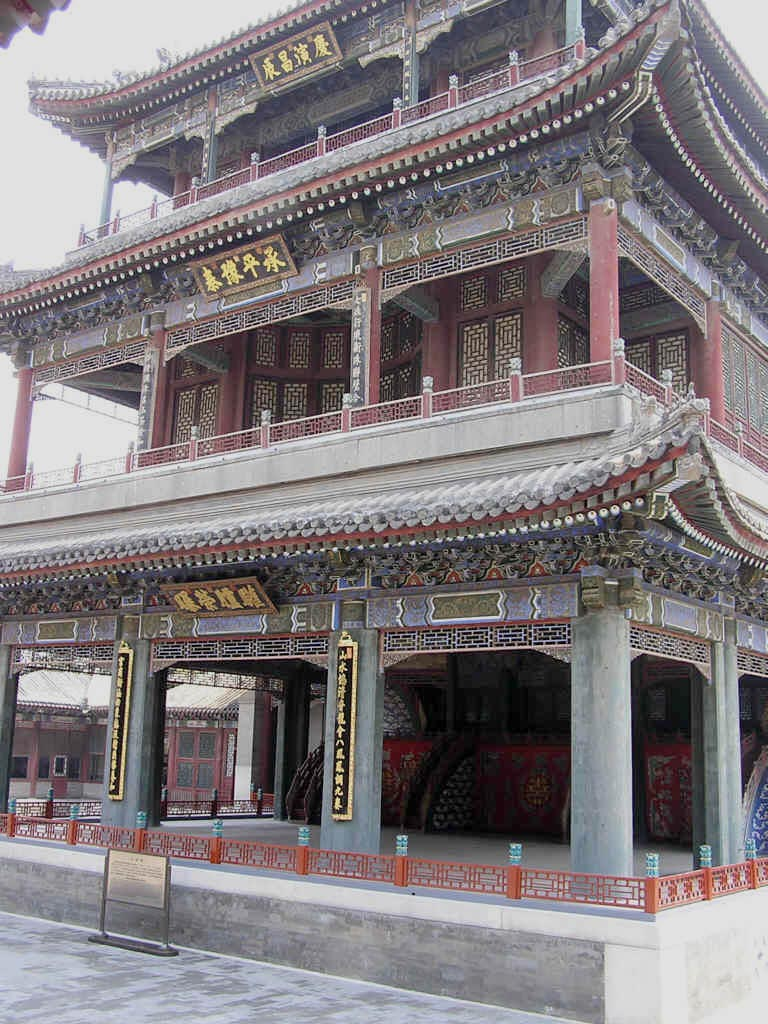
Hagyományos pekingi operaszínpad a Nyári Palotában

A pekingi opera előadóművészei négy fő képességet aknáznak ki. Az első kettő az ének és a beszéd. A harmadik a táncművészet, mely magában foglalja az egyszerű táncot, a pantomimot és a tánc minden más típusát. Végül a negyedik a harcművészet, melybe beletartozik mind az akrobatika, mint a bármely fegyverrel való küzdelem. Mindezeket megerőltetés nélkül, könnyedén, a művészeti formával összhangban kell tudnia a színésznek produkálni.
A pekingi operában az előadók számára a legnagyobb cél, hogy szépséget vigyenek minden mozdulatba. A színészeket szigorúan kritizálják a gyakorlás során a szépség hiánya miatt. Arra is tanítják őket, hogy egyesíteni tudják a pekingi opera különböző szempontjait. A műfaj négy képessége nem határolható el egymástól, inkább egy előadássá kell őket kombinálni.  Előfordul, hogy egy-egy képesség jobban előtérbe kerül egy darabban, de ez nem jelenti azt, hogy a másik három nincs is jelen. A művészeti stílusban nagy figyelmet fordítanak a hagyományra, a taglejtést, a díszletet, a zenét és a szereplőtípusokat a régi szokások határozzák meg. Ilyen szokás például a mozgásban, hogy a nagy körben sétálás hosszú utazást imitál, vagy hogy ha a színész a jelmezét, haját rendezgeti, akkor egy fontos szereplő készül beszélni. Egyes elemek, mint az ajtók nyitásának, zárásának pantomimszerű eljátszása vagy a lépcsőn fel- és lemenetel jóval nyilvánvalóbb előadói szokványok.
Sok előadás témája a mindennapi élet történései. Azonban ezen történéseket csak stilizált formában mutatják be a színpadon. A pekingi operának nem az a célja, hogy pontosan adja vissza a valóságot. A műfaj szakértői ellentétbe állítják a pekingi opera alapelveit a mo alapelveivel, ami az utánzás és imitálás. A pekingi opera inkább szuggesztív stílus, mint utánzó. A műfaj legáltalánosabb jellemzője a gömbölydedség. Minden mozgást és mozdulatot úgy alakítanak, hogy kerüljék az éles szögeket és egyenes vonalakat. Egy tárgyra tekintő szereplő először körbeviszi a tekintetét a tárgyon lentről fölfelé, mielőtt ránézne magára a tárgyra. Hasonlóképpen egy tárgy megfogása is azzal kezdődik, hogy előtte íves vonalban balról jobbra elhúzza kezét a színész. Az éles szögek elkerülése a háromdimenziós mozgást is meghosszabbítja; az irányváltoztatás emiatt például egy egyenletes S alakú kanyarban történik. Ezekhez hasonló alapelvek a mozgás mellett az előadás többi elemében is jelen vannak.

### Díszlet és jelmez

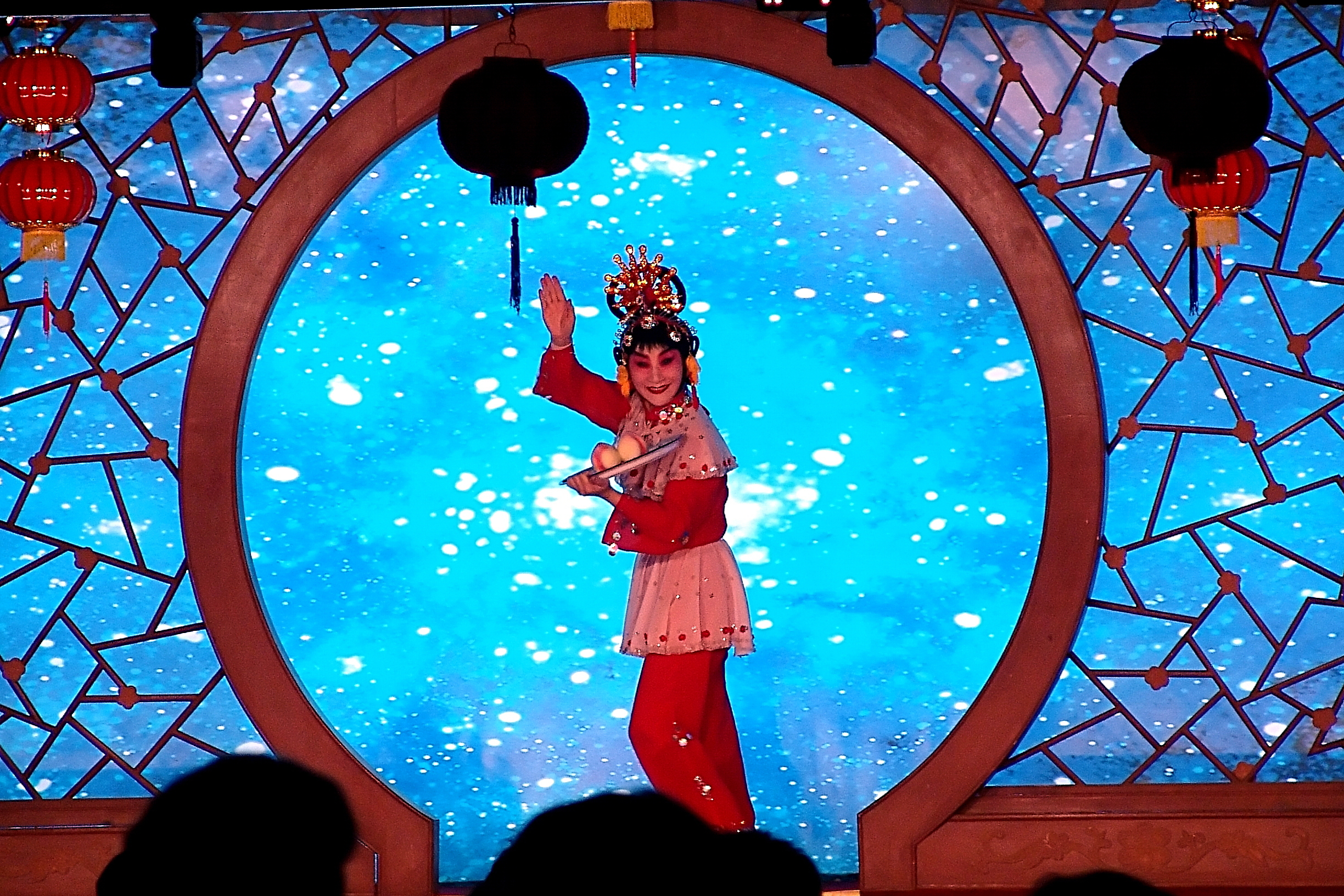
Pekingi operajelenet

A pekingi operaművek színpada hagyományosan négyzet alakú, a darab így általában minimum három oldalról is látható. A színpadot egy hímzett függöny, a soucsiu (shoujiu) osztja két részre. A zenészek is a látható térben vannak a színpad első oldalán. A hagyományos pekingi opera színpadot a nézők szemmagasságának vonala fölé építik, de a modernebb színpadoknál magasított nézőteret alkalmaznak. A nézőtér mindig a színpad déli oldalán helyezkedik el, így az északi a legfontosabb irány a stílusba, és az előadók mindig északi irányban lépnek a színpad közepére. Minden szereplő a keleti oldalon lép színpadra és nyugat felé távozik. A pekingi opera szimbolikus természetének megfelelően a műfaj kevés kelléket használ. Ez a kínai előadó-művészet hét százados hagyományát tükrözi. A színpadon mindig látható egy asztal és legalább szék, melyek sokféle egyéb kellékké alakíthatóak át, akár városfallá, egy heggyé vagy ággyá. Gyakran használnak helyettesítő eszközöket, melyek egy nagyobb tárgy jelenlétét jelzik. Például az ostor egy ló jelenlétére utal, vagy egy evezőlapát egy csónakéra.
A pekingi operadarabok hossza és felépítése változó. 1949 előtt gyakori volt az ún. csöcehszi (zhezixi), vagyis a rövid darabok illetve hosszabb művek rövidebb jeleneteinek bemutatása. Ezek témája általában egy-egy egyszerű helyzet volt, vagy válogatás a pekingi opera négy fő stílusjegyének és az előadók tehetségének bemutatására. Ez a forma napjainkban már kevésbé elterjedt, de egy-egy jelenetnyi előadás még mindig jellemző. Ezeket a rövid darabokat a kezdetétől a végéig futó, valamiféle érzelmi fejlődés jellemzi. Például a The Favorite Concubine Becomes Intoxicated című egyjelenetes darabban az ágyast alakító színész végighalad az öröm, majd a düh és féltékenység, a részeg játékosság, végül a legyőzöttség és beletörődés fázisain. Egy teljes hosszúság mű általában 6-15, vagy akár több jelenetből áll. Ezekben a hosszabb darabokban a teljes történetet megfelelően változó háttér előtt adják elő. Váltogatják a polgári és harci díszletet, illetve a pozitív és negatív főszereplő helyszíneit. Számos olyan főbb jelenet van, melyek az érzelmi fejlődést követik, ezek azok, melyekből a későbbi csöcehszi (zhezixi) művek kikerültek. A legátfogóbb darabokban akár minden egyes jelentnek saját érzelmi fejlődési útja lehet.
A kellékek szűkössége miatt a műfajban a jelmezek bírnak nagyobb jelentőséggel. Elsődlegesen a szereplő rangját hivatottak kifejezni. A császárok és családjuk sárga, a magas rangú hivatalnokok lila köntöst viselnek, köntösük neve mang vagy kígyó-köntös. Ez a jelmez ragyogó színeivel és gazdag hímzésével – gyakran sárkány motívumokkal – megfelelő arra, hogy kifejezze a szereplő magas rangját. Az erkölcsös, tisztességes szerepek alakítói vörös, a kevésbé tisztességesek kék, a fiatalok fehér, az idősek pedig fehér, barna vagy olajzöld jelmezt viselnek, mindenki más feketét. Hivatalos alkalmakkor az alacsonyabb rangú hivatalnokok a kuan jit (kuan yi-t), vagyis egy egyszerű hímzett köpenyt hordanak, minden más szereplő és hivatalnokok hétköznapi viselete a csöce (chezi), egy különböző hímzésekkel díszített, jáde öv nélküli köpeny, mely nem fejez ki rangot. A köpenyek mindhárom típusa hosszú ujjú, mely úgy lengethető és lobogtatható, mint a víz, ezzel is további érzelmeket adva a mozdulatokhoz. A harmadlagos, rang nélküli szereplők egyszerű, hímzés nélküli jelmezt viselnek. A kalapok a jelmez többi részéhez illőek és azzal azonos hímzésűek. A cipők magas vagy alacsony talpúak, az előbbi a magasabb rangú, az utóbbi az alacsonyabb rangú illetve akrobatikus szereplők kelléke.

## Hangzás

### Hangképzés
A pekingi opera hangi elemeiről úgy tartják, a dalok négy szintjére készülnek: dalok zenével, versmondással, párbeszéddel és beszéd nélküli dallamokkal. A hangi elemek ilyen változatossága egy folyamatosságot képez az ének és a beszéd között. A hangi elemek három alaptechnikája a légvétel (jungcsi (yongqi)), a kiejtés (fajin (fayin)) és a különleges pekingi operában használt kiejtés (sangkouce (shangkouzi)).
A kínai operában a légvétel ágyéktájon képződik, melyet a hasi izmok segítenek. Az előadók azt az alapelvet követik, mely szerint az erős, központosított lélegzet irányítja a dallam útját (csung csi hszing hsziang (zhong qi xing xiang)). A légvételt úgy kell elképzelni, hogy a levegő beáramlik a központi légző üregbe az ágyéktájról egészen föl a fej tetejéig. Az „üreget” folyamatosan irányítása alatt kell tartania az előadóművésznek, így különleges technikát fejleszthet ki a levegő belépésének és távozásának irányítására. A légvétel két főbb típusa a „levegőcsere” (huan csi (huan qi)) és a „levegőlopás” (tou csi (tou qi)). A „levegőcsere” egy lassú, nyugodt folyamat a használt levegő kifújására és új légvételre. Ezt olyan pillanatokban alkalmazzák, amikor a színészt nem szorítja az idő, például amikor más szereplő beszél vagy instrumentális jelenet zajlik. A „levegőlopás” egy megelőző kilégzés nélküli éles légvétel, ezt hosszabb prózák vagy dalok során alkalmazzák, melyek közben nincs szünet újabb légvételre. Mindkét technika észrevehetetlen kell legyen a közönség számára és csak a megfelelő mennyiségű levegő beszívásával érhető el a megfelelő hanghatás. A légzés legfontosabb alapelve kilégzéskor „a levegővel való takarékosság” (cun csi (cun qi)). A levegőt nem szabad mind egyszerre felhasználni a beszéd vagy éneklés kezdetén, hanem lassan és egyenletesen annak folyamán. A legtöbb dal és néhány prózai szövegek is pontosan meghatározott helyeket tartalmaznak, hogy mikor kell a „levegőcserét” és mikor a „levegőlopást” alkalmazni.
A kiejtés lényege, hogy a torok és száj megfelelő formára alakításával hozhatóak létre a kívánt hangok és tisztán artikulálható a kezdő hangzó. A torok és száj négy alap formáját különböztetik és ötféle módja van az artikulációnak. A négy alapforma a „nyitott száj” (kajkou (kaikou)), a „vízszintes fogak” (csicse (qichi)), a „zárt száj” (hokou (hekou) vagy huokou (huokou)) és „scooped lips” (cocsun (cuochun)). Az ötféle artikulációs mód attól függ, hogy a száj melyik részeit veszik jobban igénybe: torok vagy gége(fő) (hou), nyelv (sö (she)), zápfogak vagy fogsor és szájpadlás (cse (chi)), első fogak (ja (ya)) és az ajkak (csun (chun)).
Egyes szótagoknak (kínai írásjegyeknek) sajátos kiejtésmódjuk van a pekingi operában. Ez a helyi sajátosságok és a kuncsü (kunqu) együttműködésének köszönhető, mely jelentős szerepet játszott a pekingi opera fejlődésében. Például a 你 írásjegy, melynek jelentése „te”, az anhuj (anhui) dialektusban „li”-nek, a standard kínai kiejtés szerint „ni”-nek ejtendő. Az 我 (jelentése „én”) írásjegy a standard kínai kiejtésben „vo (wo)”-nak ejtendő, de Szucsouban (Suzhouban) „ngo”-nak mondják. A kiejtésbeli eltérések mellett az egyes írásjegyek olvasásában is különbségek keletkeztek, hogy megkönnyítsék a szóbeli előadásmódot. Például a csi (chi) vagy zsi (ri) szótagok nem könnyen mondhatók ki és nem tarthatóak ki hosszan, mivel a szájban hátul keletkeznek. Emiatt ezek kiejtésekor egy plusz „i” hanggal együtt hangzanak el, mint csii (chii) vagy zsii (rii).
Ezeken a technikákon és szokásokon alapul a pekingi opera hangi elemeinek két fő kategóriája, a beszéd és az éneklés.

### Színpadi beszéd
A pekingi opera előadásain egyaránt használatos a klasszikus kínai nyelv és a sztenderd mandarin nyelv használata némi szlenggel színezve. A színész által alakított szereplő társadalmi rangja határozza meg, melyiket használja. A pekingi operában három főbb színpadi beszédtípus (nienpaj (nianbai)) létezik. A monológok és párbeszédek, melyek a darabok legnagyobb részét kiteszik és prózai szöveget tartalmaznak. Ezek célja, hogy előremozdítsák a darabot és humort vigyenek egy-egy jelenetben. Általában rövidek és köznyelven hangzanak el. Azonban vannak még a ritmikus és zenei elemek is, melyeket az egytagú hangok hanglejtésében és a beszédtónus stilizált kiejtésében valósítanak meg. A prózai szövegeket gyakran improvizálták a pekingi opera fejlődésének korai szakaszában és a csou (chou) előadók napjainkban is követik ezt a hagyományt.
A második fő beszédtípus a klasszikus kínai költészetből vett idézetek. Ez ritkán használatos a pekingi operában, a darabok mindössze egy-két idézetet tartalmaznak, de gyakori, hogy egyet sem. A klasszikus idézetek célja általában a jelenetek hatásának növelése. Azonban a csou (chou) és a szeszélyes tan (dan) szereplők a komikus hatás fokozása miatt szokták tévesen idézni a klasszikusokat.
A színpadi beszéd harmadik fő kategóriája az hagyományos színpadi beszéd (csengsi nienpaj (chengshi nianbai)), melyek szigorú szabályok szerint használatosan és fontos átkötő szerepük van. Amikor egy szereplő először lép be egy jelenetben, egy ún. belépő beszédet (sangcsang (shangchang)) vagy bemutatkozó beszédet (ce pao csiamen (zi bao jiamen)) ad elő, mely egy bevezető verset, egy jelenetbe illő verset, majd egy jelentbe illő szöveget tartalmaz ebben a sorrendben. A belépő beszédnek ez a felépítése a korai Jüan (Yuan) és Ming-dinasztiákból, a népi hagyományból és a kínai opera helyi sajátosságaiból származik. A színpadi beszéd másik hagyományos része a záróbeszéd, mely egy verset követő egyetlen szöveges sorból áll. Ezt általában egy mellékszereplő adja elő, mellyel jelen helyzetét vagy gondolatait írja le. Végül az utolsó eleme az összefoglaló szöveg, mellyel a szereplő összegzi az addig történteket. Ezek a szövegtípusok a csöcehszi (zhezixi) alkalmazásával alakultak ki, amikor egy hosszabb darabnak csak egy jelenetét, részét adják elő.

### Dalok
A pekingi operában hat fő daltípus létezik: érzelmi, elítélő, elbeszélő, leíró, vitázó és az "azonos helyen eltérő érzések" típusok. Mindegyik típus alapvető lírai szerkezettel rendelkezik, csak a kifejezett érzelmek típusában és mértékében különböznek. A szövegüket két soros (csü (ju)) rímes formában írják (lien (lian)).  A sorok bővíthetőek további jelekkel a jelentésének tisztázása érdekében. A rím különösen fontos eszköz a pekingi operában. A dalok szövegében általában a mandarin nyelv beszédtónusait használják, melyek kellemesek a fülnek és a jelentést és érzelmeket pontosabban képesek közvetíteni. A pekingi operában a mandarin kínai négyféle hangsúlya közül az első és második a felszíni (ping), a harmadik és negyedik pedig burkolt (cö (ze)). A rímpárok végét mindig a felszíni hangsúlyt alkalmazzák.
A dalok többsége egy-másfél hajlítási oktávon belül íródott. A magasabb hajlítások pozitívabb esztétikai értékkel bírnak, így az előadó legmagasabb hangszínén ad elő. Emiatt a dalok hangneme csak egy technikai eszköz a pekingi operában. Különböző előadók ugyanabban a darabban különböző hangszínen énekelnek, ezzel arra kényszerítik a zenészeket, hogy folyamatosan újrahangolják hangszereiket. A pekingi opera ideális hangszíne irányított orrhangként írható le. Az előadók széleskörűen alkalmazzák a vibratót a dalok előadása során, mégpedig „lassabb” és „szélesebb” módon, mint ahogy az a nyugati előadásokon megszokott.

### Zene

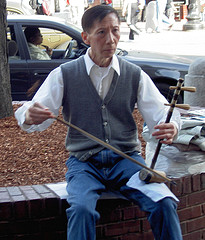
Csinghu (Jinghu), a kínai opera egy jellemző hangszere

A pekingi opera színdarabjait általában hagyományos dallamok és ütős hangszerek kísérik. A legfőbb hangszere a csinghu (jinghu), egy kétvonós, erős hangú, kicsit hangszer. A csinghu (jinghu) zenész követi a dalok alap dallamát, de a hajlításokban és más elemekben eltér attól. A hangszerrel gyakran több hangjegyet játszanak ki ütemenként, mint amennyit a színész énekel, és általában egy oktávval alacsonyabban is. A próbák során a csinghu (jinghu) zenész egyrészt a dallam előírt verzióját követi, másrészt alkalmazkodnia kell a színész spontán improvizációihoz is. A zenésznek tehát olyan ösztönös képesség birtokában kell lennie, hogy előadásán bármikor változtatni tudjon anélkül, hogy az a színész tökéletes kísérését fenyegetné.
A második fontos hangszer a kerek testű lant, a jüecsin (yueqin), az ütős hangszerek között pedig a talo (daluo), a  hsziaolo (xiaoluo) és a  naopo (naobo). A ku (gu) és pan (ban) egy kicsi dob és kereplő, melyek az egész kíséret vezetői. A pekingi opera két fő zenei stílusa 
a hszipi (xipi) és az erhuang (erhuang), melyek csak hajszálnyit térnek el egymástól. A hszipi (xipi) stílusban a csinghu (jinghu) két húrját A és D hangokra hangolják. A dallamok így csapongóak, összefüggéstelenek, megfelelően tükrözve a stílusnak az északnyugat-kínai csincsiang (qinqiang) operából való származását. Jellemzően vidám történetek előadásakor alkalmazzák. Az erhuang (erhuang) stílusban a húrok C és G hangokra hangoltak, melyek származási helyének, Hupejnek (Hubeinek) halk, lágy és keserű népzenéjét tükrözik. Ezt inkább lírai történetek aláfestéséhez használják. Mindkét zenei stílusban egyforma a taktusonkénti két ütés, és hat különböző tempójuk létezik: manpan (manban) (lassú), jüanpan (yuanban) (sztenderd, közepes-gyors), kuaj szanjen (kuai sanyan) („vezérütem”), taopan (daoban) („vezérütem”), szanpan (sanban) (rubato ütem) és a jaopan (yaoban) („reszkető ütem”). A hszipi (xipi) stílusban használatos néhány egyedi tempó is, az erliu (kettő-hat) és a kaujpan (kuaiban) (gyors). Mindezek közül a jüanpan (yuanban), a manpan (manban) és a kaujpan (kuaiban) a legáltalánosabb. A tempót az ütőhangszeres zenész adja, aki rendezőként működik közre. Az erhuang (erhuang) sokkal improvizatívabb, a hszipi (xipi) pedig sokkal nyugodtabb stílus. Az egyes társulatok közötti meghatározott előírások hiánya és az idő múlása a két stílust napjainkra nagyon hasonlatossá alakította egymáshoz.
A dallamok három nagy kategóriába sorolhatók. Az első az ária. A pekingi opera áriái tovább tagolhatók a hszipi (xipi) és az erhuang (erhuang) stílus sajátosságai szerint. A második a kötött dallam, a csüpaj (qupai), ezek olyan hangszeres dallamok, melyek az áriáknál tágabb célokat szolgálnak. Végül a harmadik az ütős motívum, ez a kötött dallamokhoz hasonló módon szolgáltat környezetet a zenéhez.

## Repertoár

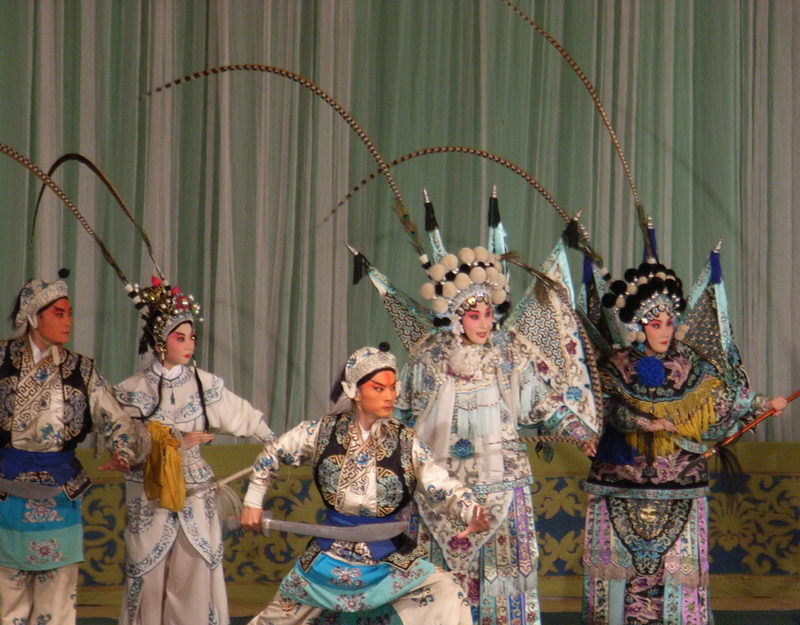
Pekingi opera előadás

A peking opera repertoárja közel 1400 darabra terjed. Ezek legtöbbje történelmi regények és polgári, politikai és katonai történetek alapján készültek. A korai darabokat még az olyan ősi kínai színházi stílusból adaptálták, mint a kuncsü (kunqu). Egy 1824-ben összeállított listán 272 műből a fele korábbi stílusokból származott. Ilyen nagy számú repertoár mellett nem meglepő, hogy az idők folyamán több különböző rendszerben értékelték őket. A pekingi opera első kínai megjelenése óta két hagyományos módszer van erre. A legrégebbi és legáltalánosabban használt rendszer a civil és katonai típus szerinti bontás. A polgári témákról szóló színdarabok a szereplők közötti kapcsolatokra épülnek, személyes, családi és romantikus helyzeteket ábrázolnak. Ezekben a darabokban az éneklés az érzelmek kifejezését szolgálja. A harci színdarabok az akcióra és küzdelemre helyezik a hangsúlyt. A két típus különböző képességeket igényel az előadóktól. A civil darabokban az idősebb seng (sheng) és a tan (dan) szerep a jellemző, a harci darabokban pedig a fiatal seng (sheng), a csing (jing) és a csou (chou) a domináns. Másik rendszerezési elv a tahszi (daxi) (komoly) és a hsziaohszi (xiaoxi) (könnyű) csoportba sorolás.
1949 óta ezeknél részletesebb osztályozási rendszert alkalmaznak a darabok tartalma és létrejöttének történelmi korszakai alapján. Az első kategória a csuantunghszi (chuantongxi), vagyis a tradicionális darabok, melyeket 1949 előtt adtak elő. A második a hszinpien tö lisihszi (xinbian de lishixi), ezek 1949 után készült történelmi darabok, melyekből a kulturális forradalom idején egy sem készült. Az utolsó kategória pedig a hszientajhszi (xiandaixi), melyek a kortárs, a 20. századtól készült
színművek. Ezek között sok a kísérleti típusú darab és jelentős nyugati hatásokkal is bírnak. A 20. század második felében egyre növekvő mértékben adaptáltak nyugati darabokat a pekingi operába. William Shakespeare művei különösen népszerűnek bizonyultak. A Shakespeare-művek színpadra vitele a kínai színház minden formájában mozgalmat öltött. Számos egyéb darab mellett a pekingi operában is több verziója készült a Szentivánéji álom és a Lear király adaptációjából.

## Megjelenése a kultúrában

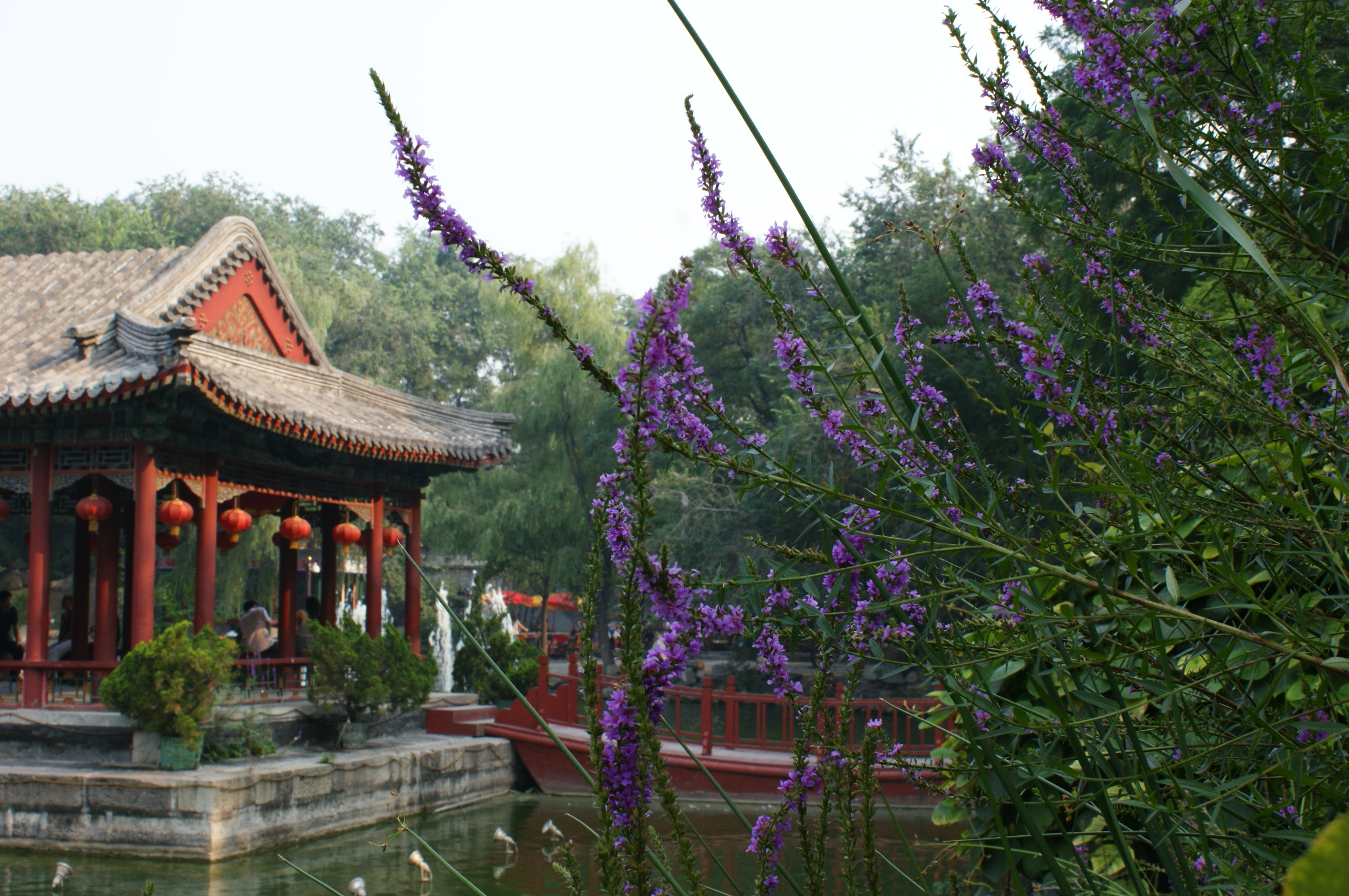
A Kung herceg Múzeum (Kung Vang Fu (Gōng Wáng Fǔ)) Peking nyugati részén

A pekingi opera számos kínai filmben megjelenő elem. Gyakran alkalmazzák a kínaiak egyediségének kifejezésére a japán filmekben bemutatott kultúrához képest. Fej Mu (Fei Mu), a kommunizmus előtti kor egyik rendezője sok darabban használta fel a pekingi operát, időnként elnyugatiasított, realista jelenetekben. King Hu, egy későbbi kínai filmrendező a pekingi opera sok olyan formális elemét alkalmazta filmjeiben, mint például a párhuzam a zene, a hang és a taglejtések között. Csen Kaj-ko (Chen Kaige) 1993-ban bemutatott Isten veled, ágyasom! című filmjében a pekingi opera egyrészt működésének helyszínét, másrészt románcának hátterét adja, bár bemutatását kritika érte egyoldalúsága miatt. Csen (Chen) 2008-ban ismét visszatért ehhez a témához a Mej Lan-fang (Mei Lanfang) életéről szóló Forever Enthralled című filmjével. Tsui Hark Peking Opera Blues című filmjében is jelen lévő elem a pekingi opera. Wang Lee-hom tajvani popénekes a dalaiban is felhasználja a pekingi operát.

## Pekingi operaházak Pekingben

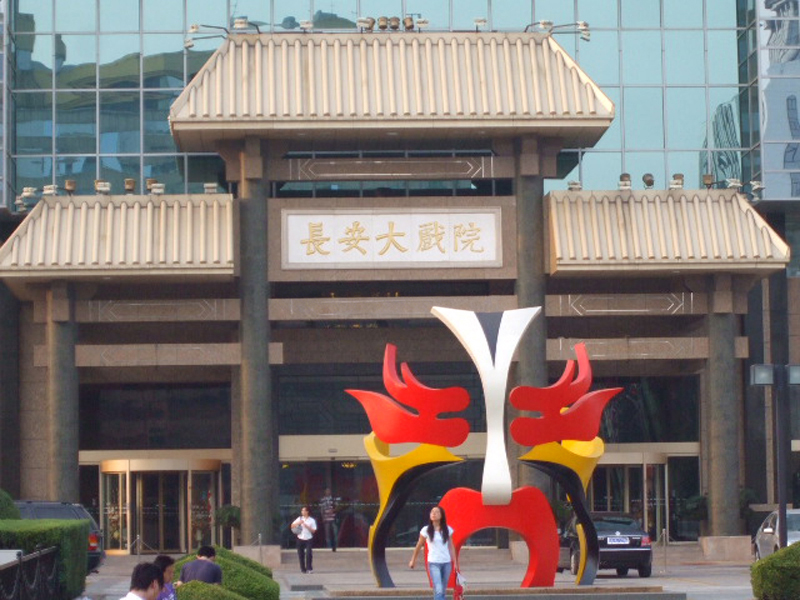
A Csang-an Nagyszínház

Pekingben a 17. századtól mostanáig számos pekingi operaházat állítottak helyre, többek között a Kung herceg Múzeumot, a Csengjice-hszi-lou pekingi operaházat és a Hukuang Aulát. Ezek mellett számos modern helyszínen is láthatóak pekingi operadarabok, ilyenek az Előadó-művészetek Nemzeti Központja és a Csang-an Nagyszínház.

## Fordítás
Ez a szócikk részben vagy egészben  a   Peking opera című angol Wikipédia-szócikk ezen változatának fordításán alapul.  Az eredeti cikk szerkesztőit annak laptörténete sorolja fel. Ez a jelzés csupán a megfogalmazás eredetét és a szerzői jogokat jelzi, nem szolgál a cikkben szereplő információk forrásmegjelöléseként.